# شیطان من
شیطان من (کره‌ای: 마이데몬) یک مجموعه تلویزیونی کره جنوبی در سال ۲۰۲۳ با بازی کیم یو جونگ، سونگ کانگ و لی سانگ یی است. این مجموعه از ۲۴ نوامبر ۲۰۲۳ تا ۲۰ ژانویه ۲۰۲۴، روزهای جمعه و شنبه ساعت ۲۲:۰۰ (کی‌اس‌تی) از اس‌بی‌اس برای ۱۶ قسمت پخش شد. شیطان من همچنین برای استریم در نتفلیکس در مناطق منتخب قابل دسترسی است.

## بازیگران

### اصلی
- کیم یو جونگ در نقش دو دو هی: یک وارث چه‌بول.
- سونگ کانگ در نقش جونگ گو وون: شیطانی که یک شبه قدرتش را از دست می‌دهد.
- لی سانگ یی در نقش جو سوک هون: مدیرعامل می‌ره اینوِست‌منت، شرکت وابسته به می‌ره گروپ.[۵]

### مکمل
- کیم هه سوک در نقش جو چون سوک: عمهٔ سوک هون و بنیانگذار می‌ره گروپ.[۶]
- کیم ته هون در نقش نو سوک مین: اولین پسر چون سوک که مدیرعامل می‌ره الکترونیکس است.[۶]
- لی یون جی در نقش نو سو آن: دومین دختر چون سوک که مدیرعامل می‌ره اپَرل است.[۶]
- جو یون هی در نقش کیم سه را: همسر سوک مین که مدیرعامل می‌ره الکترونیکس است.[۶]
- جو هه-جو در نقش جین گا یونگ: رقصنده‌ای که در هنرهای رزمی سنتی دو شمشیر تخصص دارد.[۷]
- کانگ سونگ هو در نقش نو دو کیونگ: تنها پسر سوک‌مین و سه‌را که رئیس می‌ره الکترونیکس است.[۷]
- سو جونگ یون در نقش شین داجونگ: منشیِ دو هی.[۷]
- هو جونگ دو در نقش پارک بوک گیو: اولین پیمانکار گو وون در ۲۰۰ سال پیش.